# Une enfant
Une enfant (de seize ans) is een lied geschreven door Robert Chauvigny (muziek) en Charles Aznavour (muziek, tekst). Het is dan vroeg in de jaren vijftig. Aznavour schreef toen muziek en teksten voor Édith Piaf op wie hij (volgens hemzelf) enige tijd verliefd was en onder bescherming van wie zijn loopbaan langzaam op gang kwam. Chauvigny was destijds de orkestleider bij Piaf. Pas later nam Aznavour het zelf op, toen hij zelfstandig artiest werd.
Het thema is een jong meisje dat wegloopt van huis haar vriendje achterna. Ze wordt dood langs de weg gevonden.
Een aantal artiesten nam het als cover op, waarbij de taal werd aangepast:
- Martha Wainwright zong het onder de originele titel op haar aan Édith Piaf gewijde album Sans fusils, ni souliers, à Paris; en zo kreeg het een uitvoering in Paradiso in 2010.
- Cher en Peter & Gordon zongen het als A young girl in een vertaling van Noel Harrison.
- Boudewijn de Groot zong het als Een meisje van 16 in een vertaling van Lennart Nijgh.

Voor de Nederlandse markt verscheen Une enfant door Aznavour op een single uitgegeven door Ducretet-Thompson onder catalogusnummer 500 V 20.507 met als B-kant Il pleut.